# 開放式出版發佈系統
開放式出版發佈系統 (OPDS) 目錄格式是一種基於 Atom 和 HTTP協定的電子出版品同步格式。OPDS 目錄支援電子出版品的聚合、分發、發現和取得。OPDS 目錄使用現有或新興的開放標準和約定，優先考慮簡單性。
開放式出版發佈系統規範是由一個非正式的合作夥伴組織所編寫的，該組織包含了 Internet Archive、O'Reilly Media、Feedbooks、OLPC 等。

## 歷史
OPDS 規範是基於 Lexcycle 公司所做的初步工作，該公司也製作了 iOS 電子書閱讀軟體 Stanza。該規範的所有修訂都是由一個藉由開放郵件列表所組織的非正式小组所產生。 
1. ↑  . Google Groups.   [May 5, 2013]. （原始内容存档于2013-06-05）.